# Okres Štýrský Hradec-okolí
Okres Štýrský Hradec-okolí (německy Bezirk Graz-Umgebung) je okres v rakouské spolkové zemi Štýrsko. Má rozlohu 1 086 km². V roce 2015 zde žilo 147 081 obyvatel. Sídlem správy okresu je město Štýrský Hradec, které však není jeho součástí. Okres se dále člení na 36 obcí (z toho 1 město a 21 městysů).

## Města a obce

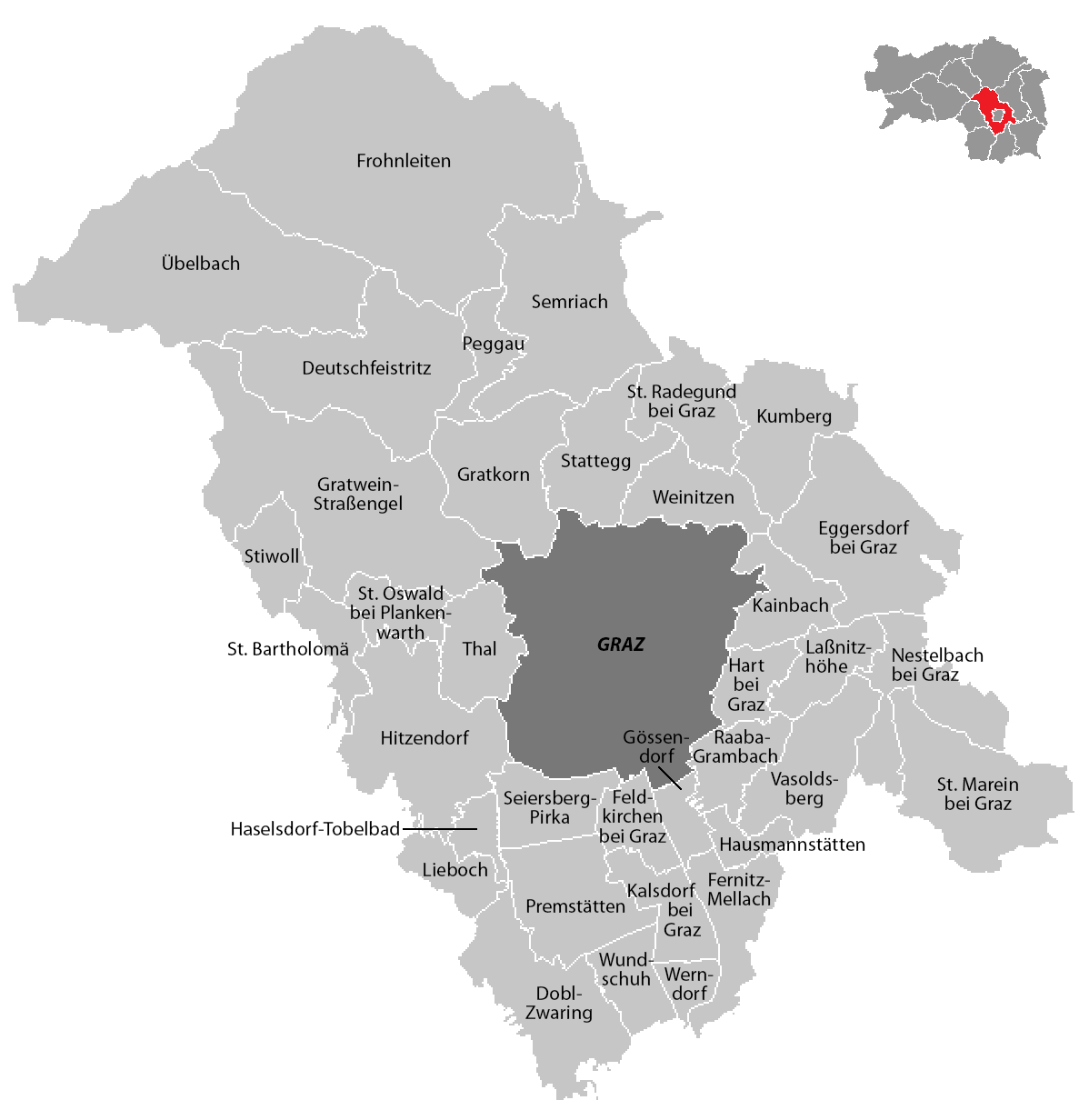
Obce v okrese Štýrský Hradec-okolí

| Město: - Frohnleiten Městysy: - Deutschfeistritz - Dobl-Zwaring - Eggersdorf bei Graz - Feldkirchen bei Graz - Gössendorf - Gratkorn - Gratwein-Straßengel - Hausmannstätten - Hitzendorf - Kalsdorf bei Graz - Kumberg - Laßnitzhöhe - Lieboch - Peggau - Raaba-Grambach - Sankt Marein bei Graz - Semriach - Thal - Übelbach - Unterpremstätten-Zettling - Vasoldsberg | Obce: - Fernitz-Mellach - Hart bei Graz - Haselsdorf-Tobelbad - Kainbach bei Graz - Nestelbach bei Graz - Sankt Bartholomä - Sankt Oswald bei Plankenwarth - Sankt Radegund bei Graz - Seiersberg-Pirka - Stattegg - Stiwoll - Weinitzen - Werndorf - Wundschuh |